# Uroptychus maroccanus
Uroptychus maroccanus is een tienpotigensoort uit de familie van de Chirostylidae. De wetenschappelijke naam van de soort is voor het eerst geldig gepubliceerd in 1976 door Türkay.